# Верх-Апшуяхтинское сельское поселение
Верх-Апшуяхтинское се́льское поселе́ние — муниципальное образование в Шебалинском муниципальном районе Республики Алтай Российской Федерации.
Административный центр — село Верх-Апшуяхта.

## История
Статус и границы сельского поселения установлены Законом Республики Алтай от 13 января 2005 года № 10-РЗ «Об образовании муниципальных образований, наделении соответствующим статусом и установлении их границ»

## Население
| 2010 | 2011 | 2012 | 2013 | 2014 | 2015 | 2016 |
| ---- | ---- | ---- | ---- | ---- | ---- | ---- |
| 276  | →276 | →276 | ↘274 | ↗279 | ↘276 | ↘269 |
| 2017 | 2018 | 2019 | 2020 | 2021 |      |      |
| ↗278 | ↘277 | ↘261 | ↗264 | ↘195 |      |      |

## Состав сельского поселения
| № | Населённый пункт | Тип населённого пункта       | Население |
| - | ---------------- | ---------------------------- | --------- |
| 1 | Верх-Апшуяхта    | село, административный центр | ↘195      |